# Moderní galerie
Moderní galerie (chorvatsky Moderna galerija) je umělecké muzeum v Záhřebu. Vzniklo kolem počátku 20. století z iniciativy soukromých mecenášů včetně biskupa Strossmayera – oficiální rok založení je 1905 – a od roku 1934 sídlí ve Vranyczanyovském paláci v centru města. Moderní galerie spravuje největší sbírku chorvatského výtvarného umění 19. a 20. století, celkem vlastní asi 10 tisíc obrazů, soch a grafik.

## Umělci
Umělci zastoupení ve stálé expozici Moderní galerie:
- Ljubo Babić
- Vojin Bakić
- Petar Barišić
- Ivo Deković
- Marijan Detoni
- Ivo Dulčić
- Dušan Džamonja
- Vladimir Becić
- F. Bilak
- Vlaho Bukovac
- Vladimir Gašparić Gapo
- Vilko Gecan
- Josip Generalić
- Oton Gliha
- Krsto Hegedušić
- Ljubo Ivančić
- Franz Jaschke
- Anto Jerković
- Vasilije Josip Jordan
- Leo Junek
- Vjekoslav Karas
- Ivo Kerdić
- Zlatko Keser
- Josip Klarica
- Slavko Kopač
- Kuzma Kovačić
- Miroslav Kraljević
- Frano Kršinić
- Vatroslav Kuliš
- Ferdinand Kulmer
- Ivan Lesjak
- Tihomir Lončar
- Nikola Mašić
- Ivan Meštrović
- Matko Mijić
- Karlo Mijić
- Robert Frangeš Mihanović
- Jerolim Miše
- Antun Motika
- Edo Murtić
- Sofija Naletilić Penavuša
- Zoltan Novak
- Mladen Pejaković
- Ivan Picelj
- Zora Plešnar
- Dimitrije Popović
- Zlatko Prica
- Ferdo Quiquerez
- Mirko Racki
- Josip Račić
- Slava Raškaj
- Ivan Rendić
- Ivo Režek
- Branko Ružić
- Đuro Seder
- Miljenko Stančić
- Milan Steiner
- Dalibor Stošić
- Mihael Stroy
- Gabrijel Stupica
- Ivo Šebalj
- Zlatko Šulentić
- Marino Tartaglia
- Marija Ujević
- Milivoj Uzelac
- Vladimir Varlaj
- Emanuel Vidović
- Zlatan Vrkljan
- Josip Zanki
- Ivan Zasche

## Galerie

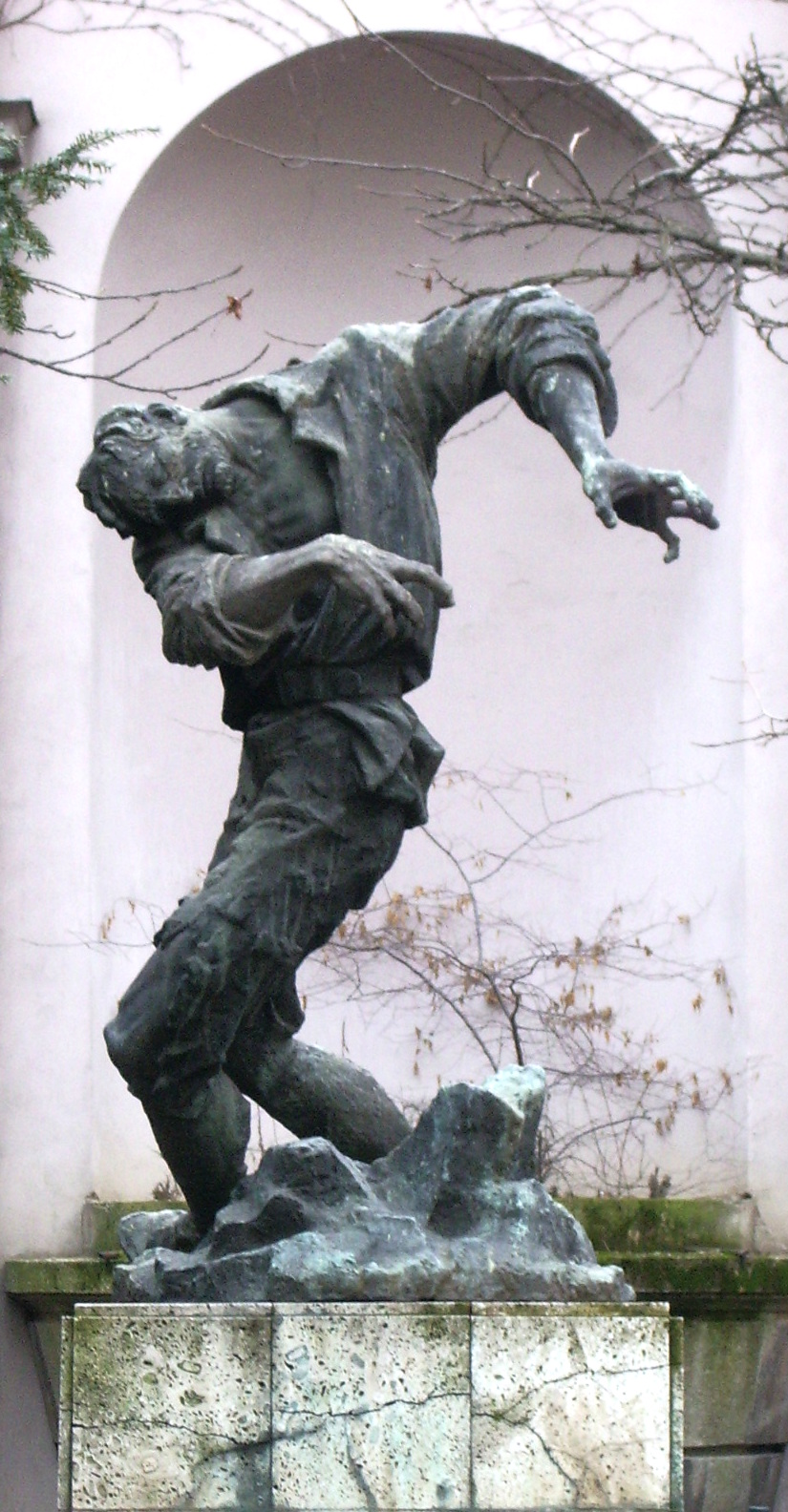
Vanja Radauš: Raněný
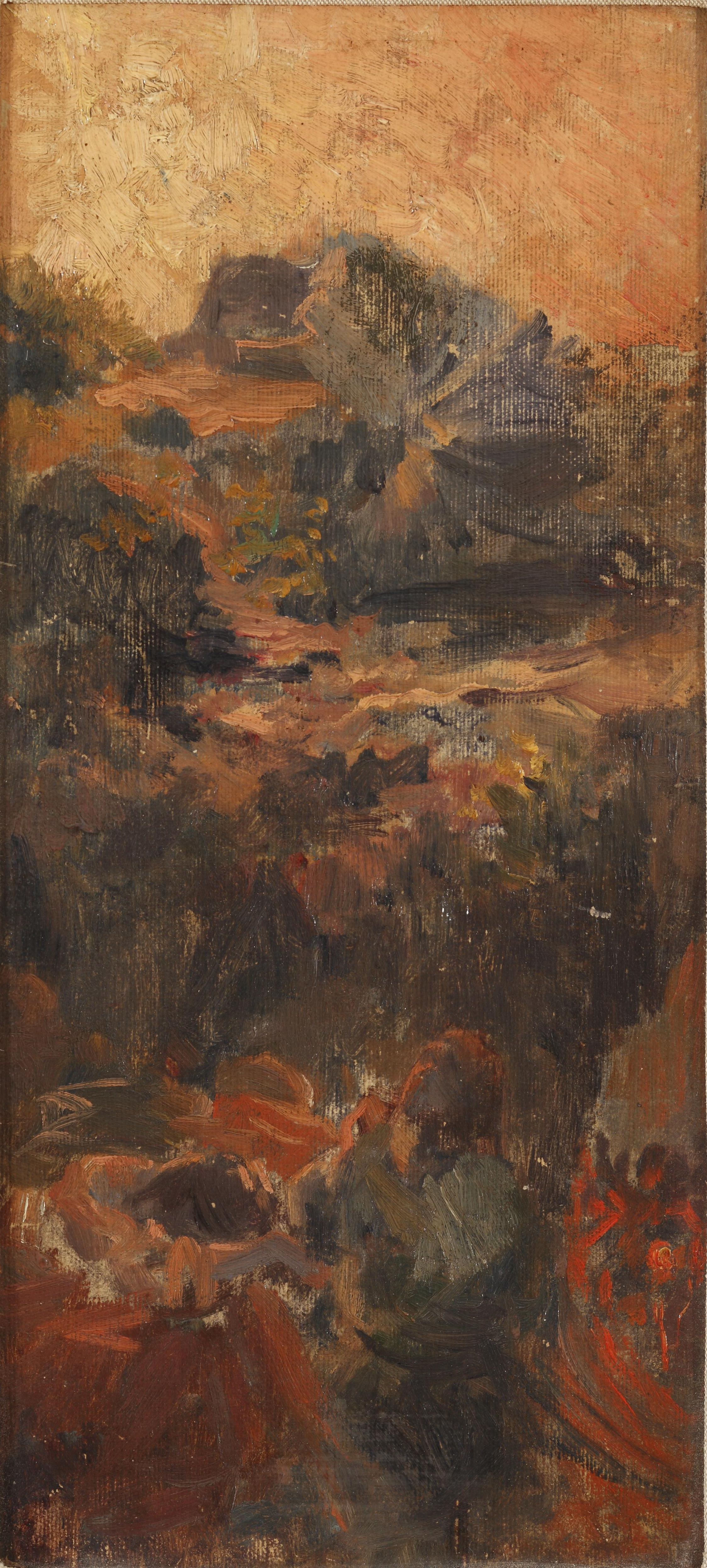
V. Bukovac, Krist na Maslinovoj gori, 1887
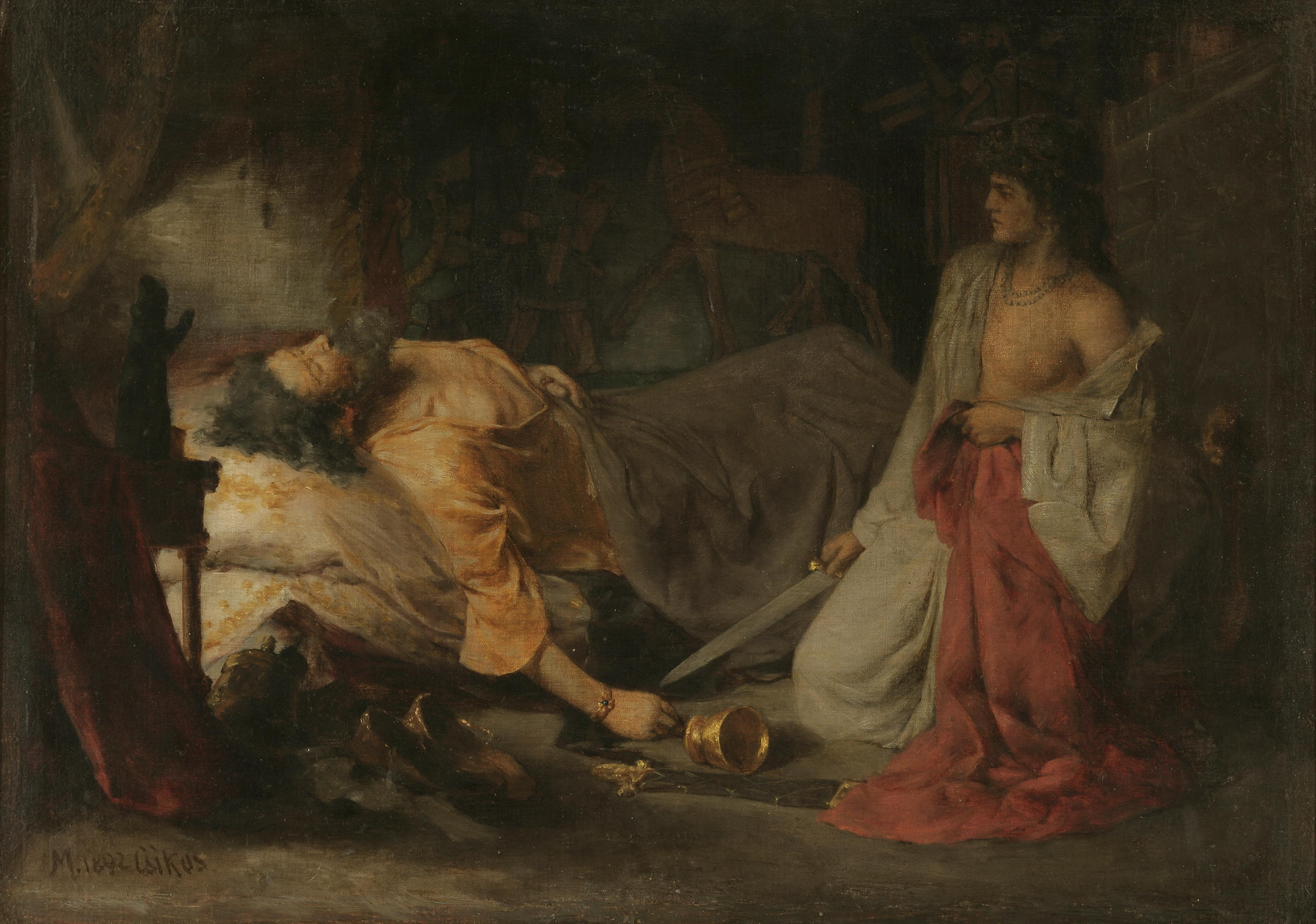
Bela Čikoš Sesija, Judita i Holoferno, uhel na kartonu, 1892
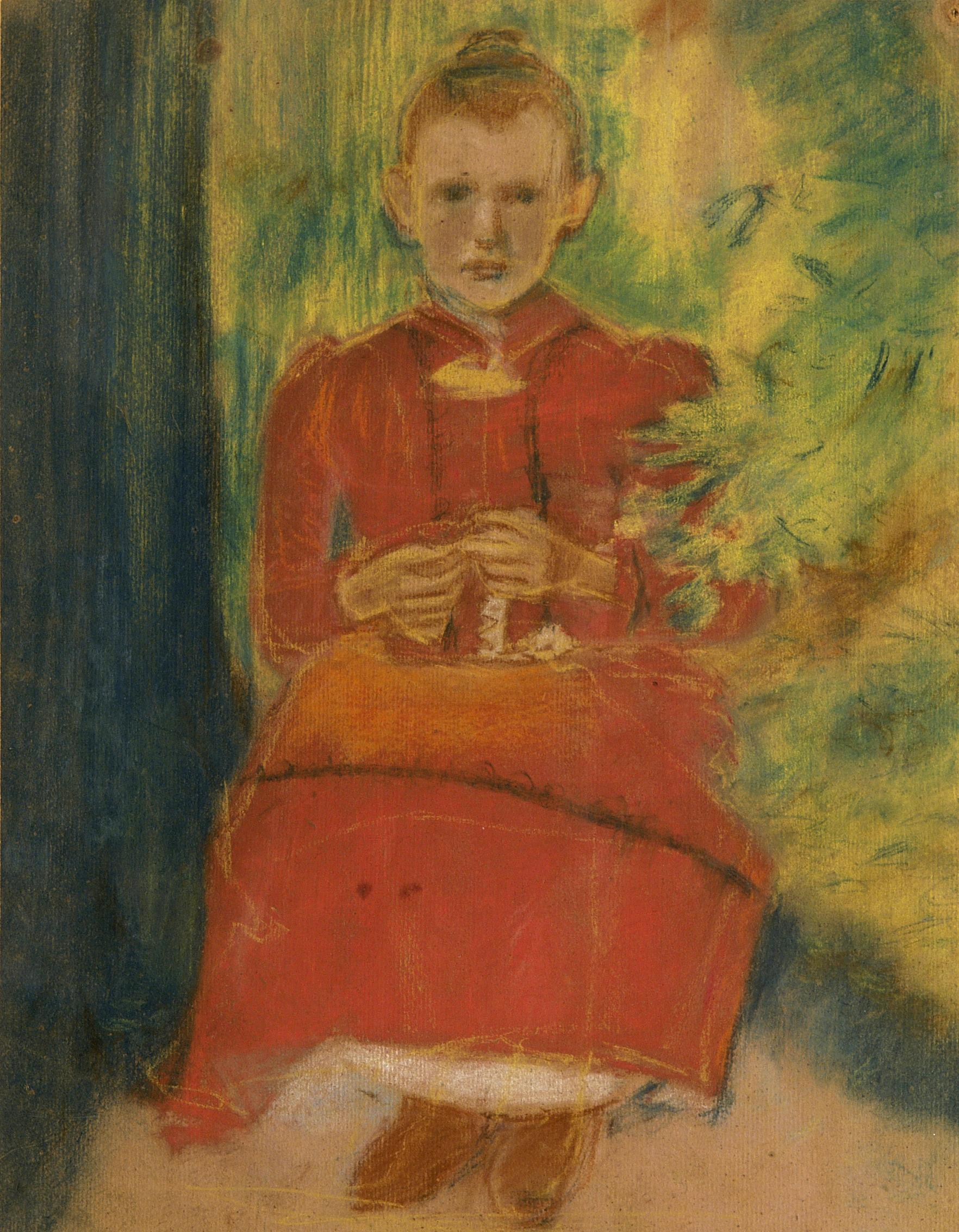
Slava Raškaj, Djevojčica, pastel, 1900
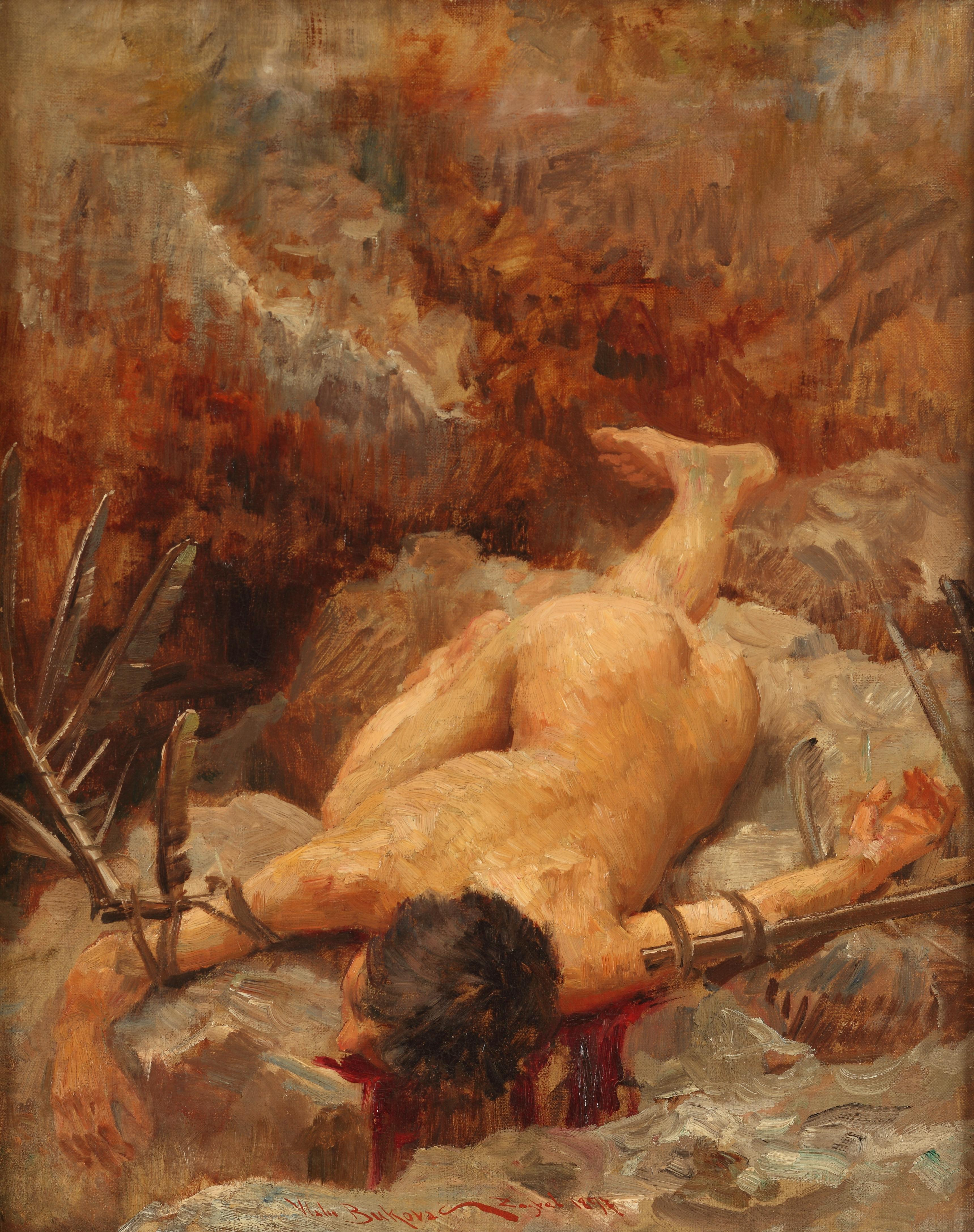
Vlaho Bukovac, Ikar na hridi, olej na plátně, 1897
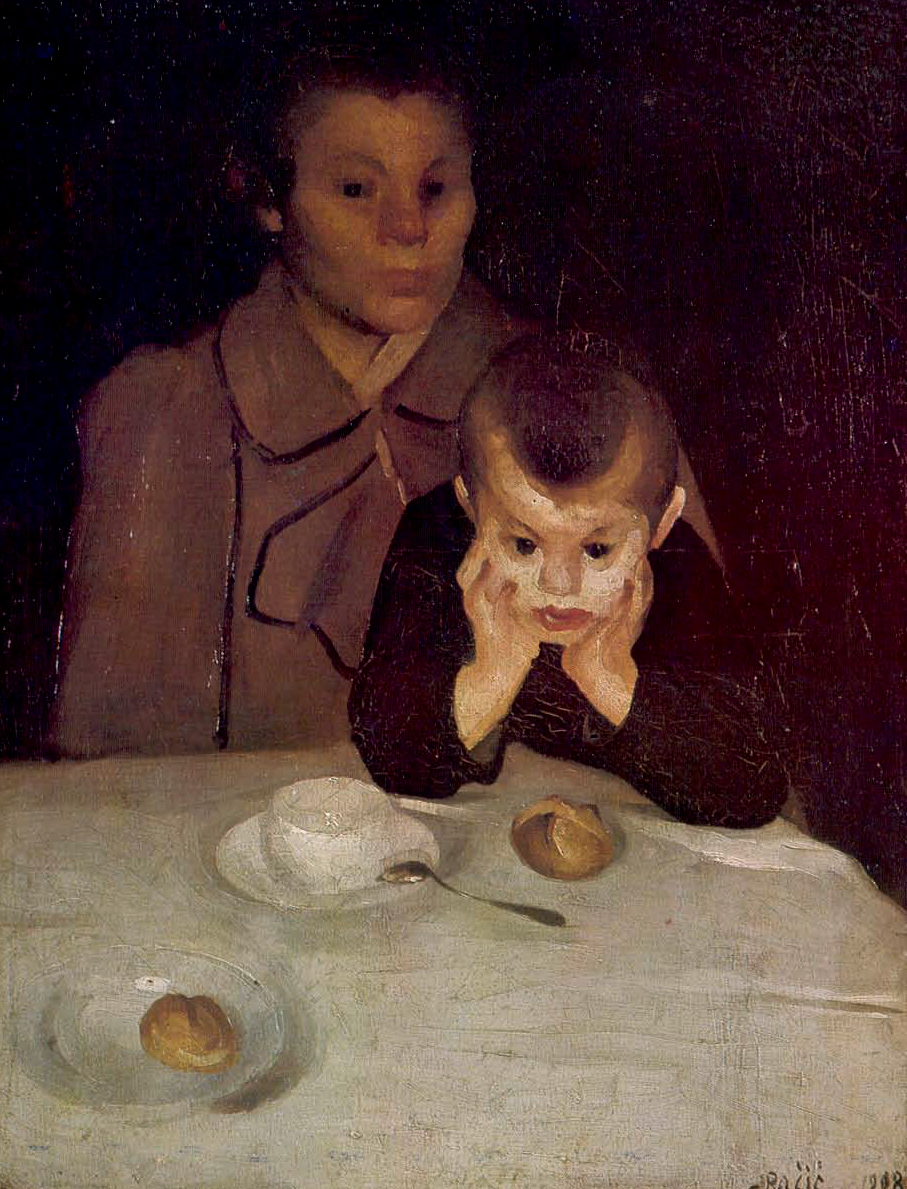
Josip Račić, Majka i dijete, olej na plátně, 1908
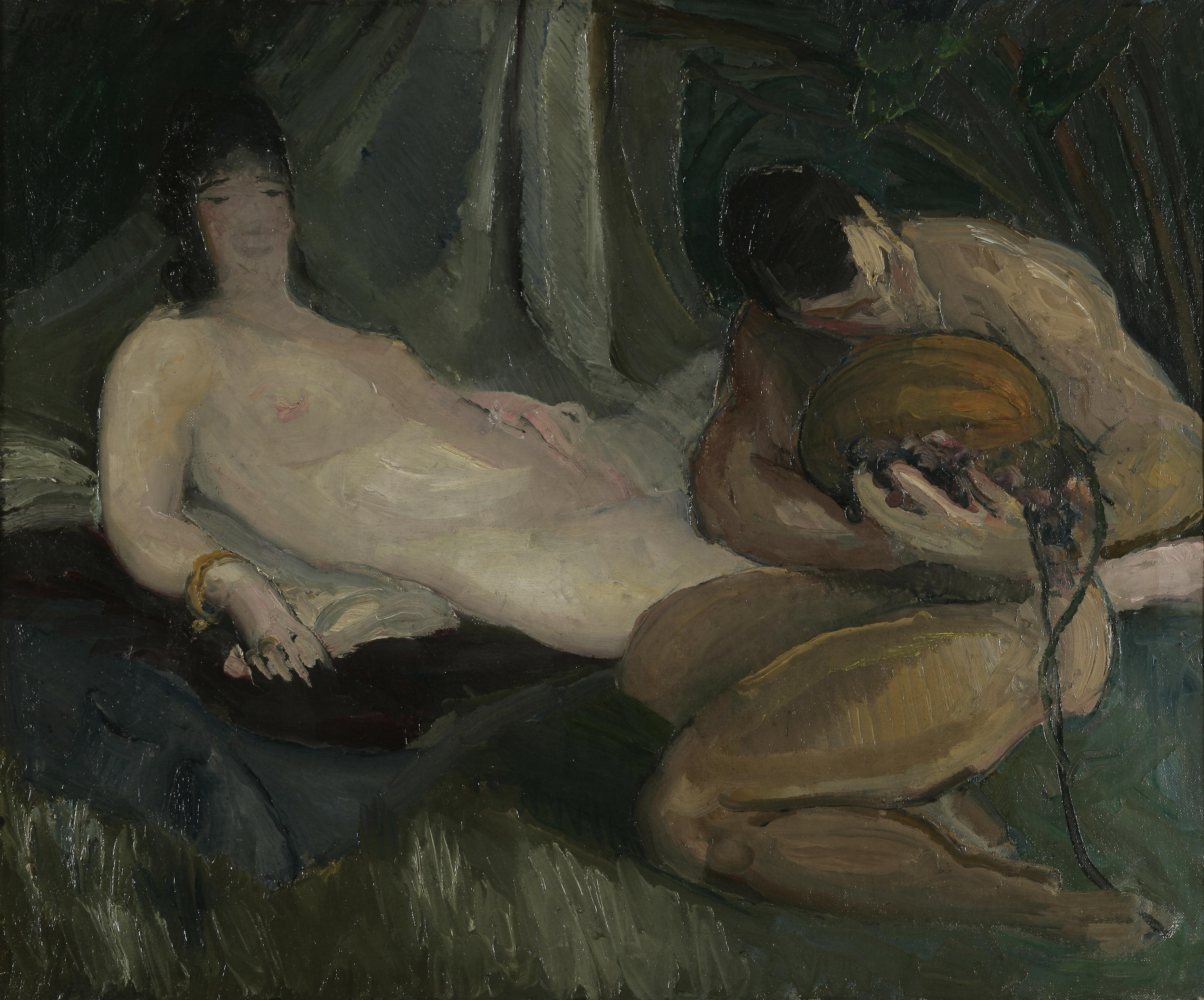
Miroslav Kraljević, Zrelo voće, olej na plátně, 1912
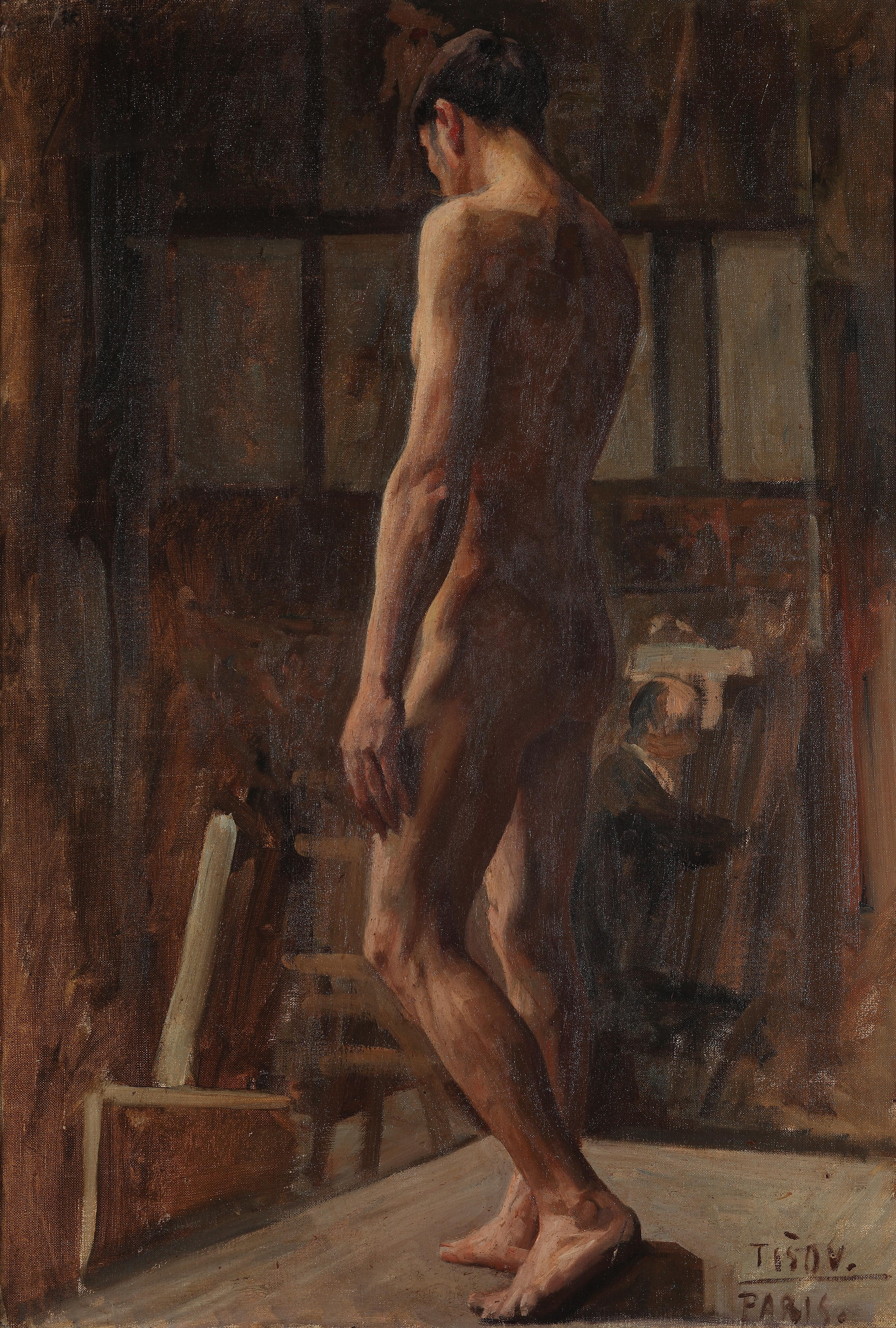
Ivan Tišov, Muški akt, olej na plátně, 1913
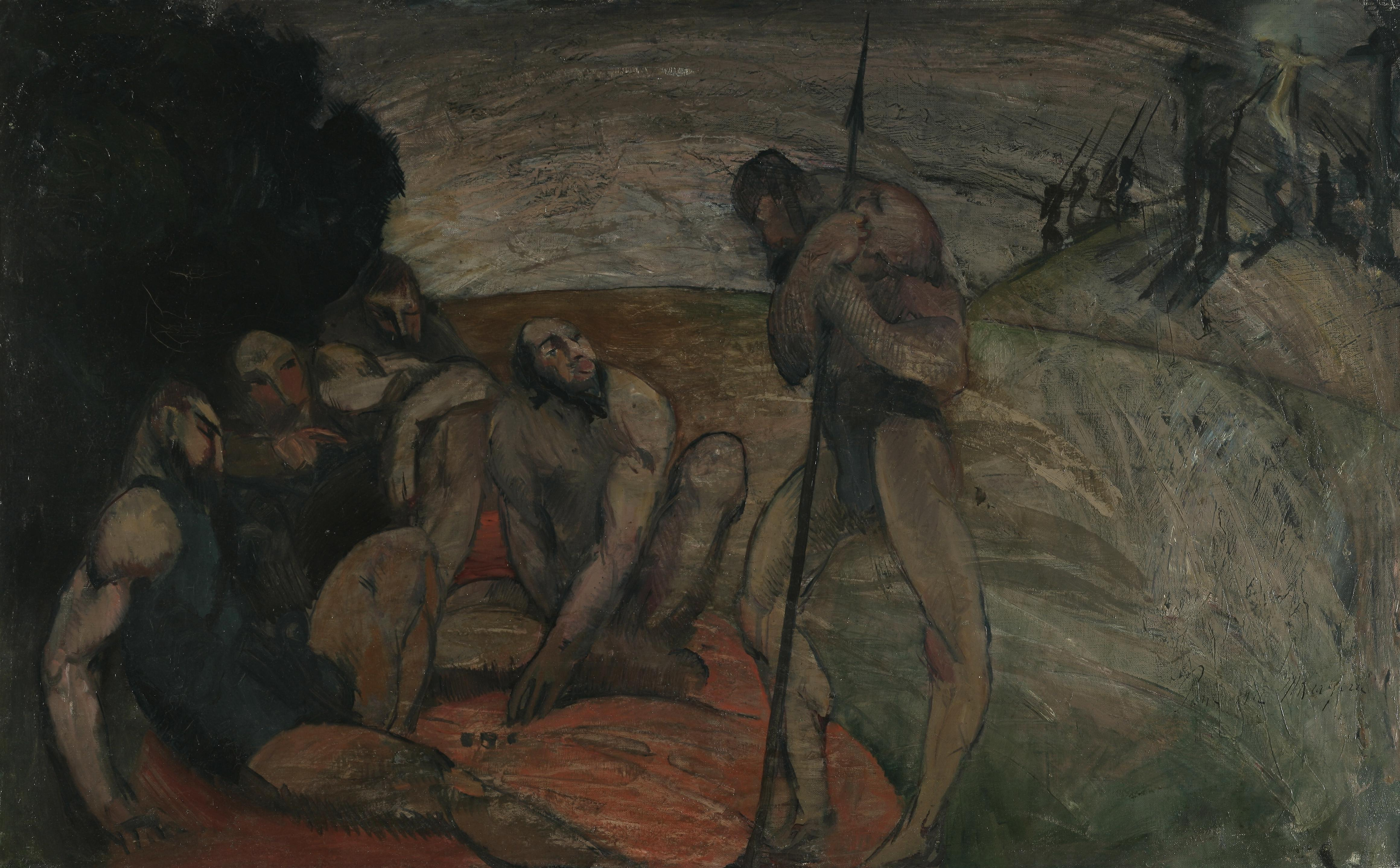
Miroslav Kraljević, Golgota, olej na plátně, 1912
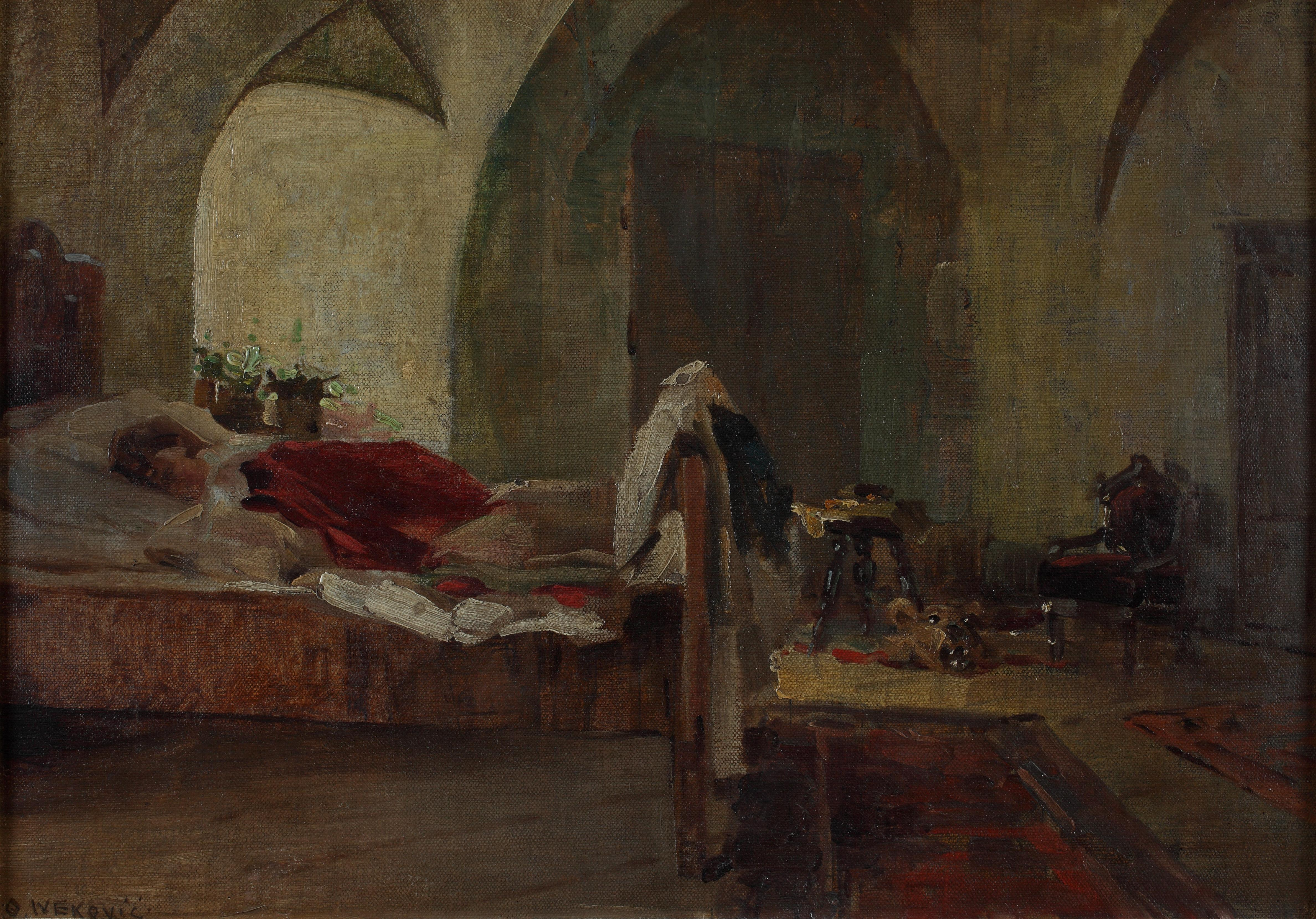
Oton Iveković, Veliki Tabor-žena u krevetu, olej na plátně, do 1939